# دميتري شوستاكوفيتش
دميتري شوستاكوفيتش (1906-1975) نابغة موسيقية من أشهر الموسيقيين في القرن العشرين.
كانت لموسيقى شوستاكوفيتش دوما قوة فنية موحية خاصة. ويفعم فنه الايمان بعقل الإنسان وكرامته وارادته. وتشبع ابداعه. ويمكن وصف موسيقى دميتري شوستاكوفيتش وكأنها قصة انفعالات البشرية المعاصرة له. لم يكن دميتري شوستاكوفيتش مدونا هادئا، بل بالعكس كان مفكرا عاطفيا من جهة ودراميا وعميقا من جهة أخرى. وكرس معظم مؤلفاته الموسيقية للاحداث التاريخية التي وقعت في بلاده. وبينها سيمفونيته الحادية عشرة «عام 1968» والقصيدة السمفونية المغناة «اعدام ستيبان رازين» وملحمته السمفونية «لينينغراد» وسمفونيته الثامنة اللتان تم تأليفهما إبان الحرب الوطنية العظمى. كان دميتري شوستاكوفيتش يتتبع في ابداعه تقاليد وضعها بيتهوفن وباخ ومالير، إلى جانب الموسيقيين الروس موسرغسكي وتشايكوفسكي وبروكوفييف.
لم يقتصر ابداع دميتري شوستاكوفيتش على تأليف السيمفونيات، بل انه يعد مؤلفا للمقطوعات الموسيقية للغناء الجماعي والرباعيات والكونشرتو والاوبرات إلى جانب تأليفه الموسيقى التصويرية للافلام السينمائية والمسرحيات. وتستدعي مؤلفاته الإصغاء العميق والمركز كانها قصة سيكولوجية. كما كانت في حوزته مؤلفات اكتسبت شهرة فورية وبينها قبل كل شيء السينفونية السابعة «لينينغراد».

## بداياته
ولد دميتري شوستاكوفيتش في 12 سبتمبر/ايلول عام 1906 في بطرسبورغ بعائلة مهندس. ويعود انحداره إلى اصول بيلوروسية وبولندية. وجده من اهالي محافظة فيلنو بغرب روسيا وجرى تهجيره إلى سيبيريا لمشاركته في الانتفاضة الموجهة ضد الحكم القيصري في بولندا وليتوانيا عام 1830. كان أبوه مهندسا كيميائيا تزوج من خريجة كونسرفتوار بطرسبورغ وعازفة البيانو. وتلقى دميتري أول درس له في الموسيقى على يد والدته عازفة البيانو الموهوبة.
في عام 1915م التحق دميتري شوستاكوفيتش بمدرسة تجارية في بطرسبورغ. لكنه أعلن في الوقت نفسه عزمه على ممارسة مهنة الموسيقي. وذلك بعد زيارته إلى الاوبرا واطلاعه على اوبرا ريمسكي كورساكوف «حكاية القيصر سلطان». ثم التحق دميتري بمدرسة اغناطيوس غلاسير الموسيقية الخاصة وحقق بعض النجاحات في العزف على البيانو. لكن استاذه لم يشاطر تلميذه في رغبة تأليف الموسيقى، مما اضطر دميتري شوستاكوفيتش إلى ترك المدرسة. وكان المؤلف الموسيقي الكسندر غلازونوف أول من التفت إلى موهبة دميتري شوستاكوفيتش في مجال تأليف الموسيقى. والتحق عام 1919م بكونسرفتوار بتروغراد (بطرسبورغ) التي تخرج فيها عام 1923م من قسم البيانو وعام 1925م من قسم التأليف.

## مشواره الفنى
شارك دميتري شوستاكوفيتش عام 1927م في مسابقة شوبان الدولية لعازفي البيانو التي اقيمت بوارسو. فتم تكريمه بجائزة فخرية. ولفتت موهبة شوستاكوفيتش غير العادية انظار المؤلف الموسيقي برونو فالتر أحد أعضاء لجنة التحكيم الذي طلب من دميتري شوستاكوفيتش عزف مقطوعة ما على البيانو. فعزف دميتري شوستاكوفيتش سمفونيته الأولى. واعجب برونو فالتر بها إلى درجة انه قدم تلك السيمفونية إلى الجمهور في الموسم الموسيقي التالي، مما ساعد على ذيوع صيت شوستاكوفيتش في العالم اجمع.
في عام 1927 وصل إلى لينينغراد ألبان بيرغ ممثل مدرسة فيينا الموسيقية ليقدم اوبراه «فوتسيك» التي أصبح عرضها حدثا بارزا في حياة البلاد الثقافية اوحى لشوستاكوفيتش في المباشرة بتأليف اوبرا «ألانف» الطليعية على أساس قصة نيقولاي غوغول المشهورة.
أبدع دميتري شوستاكوفيتش في اواخر العشرينات ومطلع الثلاثينات السمفونيتين الثانية «أكتوبر» والثالثة «أول آيار». واللتين تعتبران تجريبيتين، علما بانهما تميلان إلى جماليات مدرستي المستقبلية والتصميمية.
عمل شوستاكوفيتش في الفترة ما بين عامي 1930 و1932 على تأليف اوبرا «ليدي ماكبث من ناحية ميتسينسك» الطليعية التي تم إخراجها عام 1934 في لينينغراد. وحظيت الاوبرا في البداية بنجاح كبير. واعقبت عرضها الأول عروض في موسكو وفي مسارح أوروبا وأمريكا. فرحب الجمهور الموسيقي في أوروبا بشوستاكوفيتش كعبقرية موسيقية جديدة. لكن ستالين الذي حضر عرض الاوبرا عام 1936 وصفها بانها قعقعة بدلا من الموسيقى، الامر الذي تسبب في صدور مقالة بنفس العنوان في صحيفة «برافدا» السوفيتية وفرض الحظر على عرض مؤلفات شوستاكوفيتش كلها تقريبا ولم يتم تقديمها الا في الستينات[بحاجة لمصدر]. اما اوبرا شوستاكوفيتش «الانف» فلم يتم إخراجها في مسرح البولشوي الا في عام 1974.
كان من المقرر ان يقام عام 1936 العرض الأول لسمفونية شوستاكوفيتش الرابعة التي رمزت أكثر من سابقاتها إلى نضجه الإبداعي. واقترن فيها الحماس الدرامي بالمغالاة والروح العاطفية. لكن شوستاكوفيتش اوقف التحضيرات للعرض خشية ان تعتبرها السلطات نوعا من التحدي في فترة تعاظم الإرهاب السياسي. ولم يتم عرض السمفونية الا عام 1961.
قدم دميتري شوستاكوفيتش في مايو/آيار عام 1937 سمفونيته الخامسة، حيث أخفى مضمونها الدرامي المأساوي في صورة سمفونية تقليدية. ووصف النقد الموسيقي الرسمي هذه السمفونية بانها نموذج من الواقعية الاشتراكية في الموسيقى السيمفونية.
وتحسنت علاقة المؤلف الموسيقي مع السلطة التي ما زالت تنظر اليه بشيء من الحذر. وصارت حياة شوستاكوفيتش منذ ذلك الحين تحمل طابعا مزدوجا. وبات الموسيقي يتجنب ابداء رأيه علنيا وركز على الإبداع الفني.
أقام دميتري شوستاكوفيتش في الأشهر الأولى للحرب الوطنية العظمى بمدينة لينينغراد، حيث بدأ العمل على تأليف سمفونيته السابعة التي أطلق عليها تسمية «لينينغراد» والتي تعد أكثر مؤلفاته شهرة. وتم تقديم السمفونية في 5 مارس/آذار عام 1942 بمدينة كويبيشيف (سمارا حاليا) التي انتقل إليها شوستاكوفيتش من لينينغراد المحاصرة. وفي 9 أغسطس/آب عام 1942 قدمت السمفونية السابعة في لينينغراد المحاصرة. وتولى كارل الياسبيرغ قائد الاوركسترا في اذاعة لينينغراد تنظيم العرض وقيادة الاوركسترا عند تقديم السيمفونية.
ألف شوستاكوفيتش عام 1943 سمفونيته الثامنة التي تمثل لوحة جدارية مأساوية عما تعرض له الإنسان السوفيتي من ذعر واسى ورياء واهوال الحرب العالمية الثانية أثناء الهجوم النازي على الاتحاد السوفيتي.
انتقل شوستاكوفيتش عام 1943 من كويبيشيف إلى موسكو، حيث بدأ بتدريس الموسيقى في كونسرفتوار موسكو. وفي عام 1945 انتهى من ابداع سمفونيته التاسعة المليئة بالتهكم والسخرية من الحياة المحيطة به. وعاد الموسيقي في هذه السمفونية إلى تناول أحد المواضيع الهامة في ابداعه الفني وهو الكشف عن الابتذال. وظهرت في الصحافة السوفيتية اراء متضاربة للنقاد الذين كانوا يتوقعون ان يؤلف شوستاكوفيتش نشيدا مدويا في تمجيد النصر.
صدر في عام 1948 قرار اللجنة المركزية للحزب الشيوعي الذي انهال على كوكبة من خيرة الفنانين السوفيت، بمن فيهم شوستاكوفيتش باتهامات في اتباع الشكلية والانحناء امام الغرب. واتهم شوستاكوفيتش في اطار هذه الحملة المهينة بتدني الكفاءة. فتم طرده من الكونسرفتوار. لم يكشف شوستاكوفيتش عن كونشرتو الكمان الأول الذي ألفه عام 1948 خوفا من العقوبات الصارمة التي قد تفرض عليه. وكما هو معتاد انقذته مقطوعة موسيقية ألفها تمجيدا للسلطة عام 1949 واطلق عليها عنوان كانتاتا «انشودة الغابات». وحظي العرض الأول للكانتاتا بنجاح كبير، مما الحكومة السوفيتية تمنح شوستاكوفيتش جائزة ستالين.
علق الكثير من الفنانين السوفيت بعد وفاة ستالين عام 1953 آمالهم على منحهم الحرية ولو في مجال الإبداع. لذلك تخترق النغمات المتفائلة غالبية مؤلفات شوستاكوفيتش التي وضعها في اواخر الخمسيتات، وبينها الرباعية الوترية السادسة عام 1956 والكونشرتو الثاني للبيانو مع الاوركسترا عام 1957. وفي الوقت ذاته يعيد شوستاكوفيتش نظره إلى أهم المراحل في حياة البلاد، حين يبدع السيمفونية الحادية عشرة عام 1957 ويطلق عليها تسمية «سنة 1905».
ويبدأ في الفترة نفسها التقارب بين شوستاكوفيتش والسلطات الرسمية. ويتم انتخاب شوستاكوفيتش سكرتيرا لاتحاد الملحنين في الاتحاد السوفيتي عام 1957 وروسيا الاتحادية عام 1960. ويحصل شوستاكوفيتش في العام نفسه على عضوية الحزب الشيوعي، وكان يبرر هذا الامر لاصدقائه بانه لولا عضويته في الحزب لما اتيحت له فرصة لتأليف سمفونيته الثالثة عشرة حيث استلهم الموسيقي من شعر يفغيني يفتوشينكو وقصيدته «بابي يار» التي اثارت عدم ارتياح لدى نيكيتا خروشوف الأمين العام للحزب الشيوعي آنذاك، بسبب ان موضوع محرقة اليهود إبان الحرب العالمية الثانية لم يكن موضوعا مشجعا عليه من قبل السلطات الرسمية[بحاجة لمصدر].
شهد الاتحاد السوفيتي بعد ابعاد نيكيتا خروشوف عن الحكم مرحلة ركود، الامر الذي أثر أيضا على ابداع شوستاكوفيتش. وبدأت تظهر نغمات كئيبة في مؤلفاته اللاحقة. واستعان في سمفونيته الرابعة عشرة باشعار لوركا وريلكي وأبولينير وكوخلبيكير التي يسودها موضوع الموت المبكر. وألف شوستاكوفيتش في الفترة نفسها مقطوعات موسيقية للغناء على أساس اشعار مارينا تسفيتايفا وميكال انجلو عام 1970 بالإضافة إلى الرباعيات الوترية الثالثة عشرة والرابعة عشرة والخامسة عشر اعوام 1969 – 1974 والسمفونية الخامسة عشرة التي تتصف بروح ذكريات الماضي والشعور الحزين والتي تم تقديمها في يناير/كانون الثاني عام 1972. وأصبحت سوناتا الالتو والبيانو آخر مؤلفات دميتري شوستاكوفيتش الذي
وفاته:-عنوان الوصلة
توفي في 9 أغسطس/آب عام 1975 بعد معانات من سرطان الرئة. وتم دفن دميتري شوستاكوفيتش في مقبرة نوفوديفيتشي بموسكو.

## روابط خارجية
- دميتري شوستاكوفيتش على موقع IMDb (الإنجليزية)
- دميتري شوستاكوفيتش على موقع الموسوعة البريطانية (الإنجليزية)
- دميتري شوستاكوفيتش على موقع مونزينجر (الألمانية)
- دميتري شوستاكوفيتش على موقع ألو سيني (الفرنسية)
- دميتري شوستاكوفيتش على موقع ألو سيني (الفرنسية)
- دميتري شوستاكوفيتش على موقع ميوزك برينز (الإنجليزية)
- دميتري شوستاكوفيتش على موقع أول موفي (الإنجليزية)
- دميتري شوستاكوفيتش على موقع إن إن دي بي (الإنجليزية)
- دميتري شوستاكوفيتش على موقع أول ميوزيك (الإنجليزية)
- دميتري شوستاكوفيتش على موقع ديسكوغز (الإنجليزية)